# Нейберг, Карл

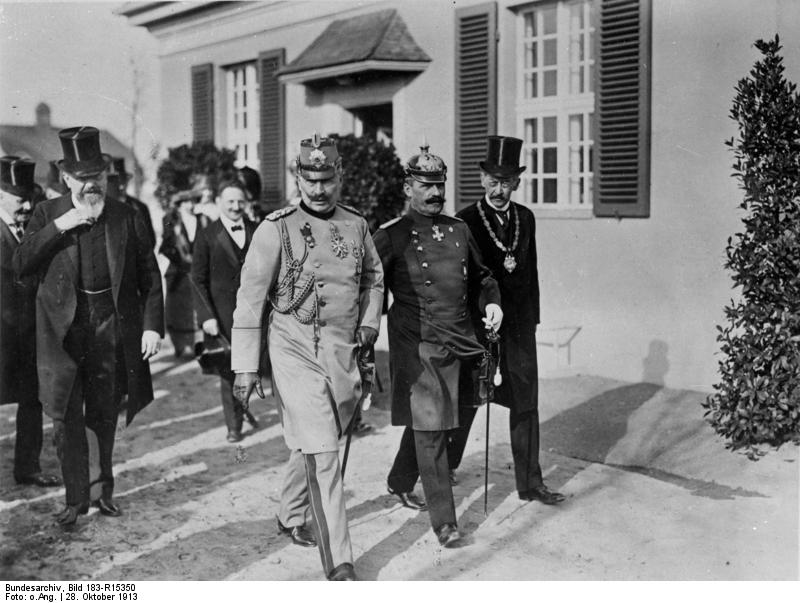
Карл Нейберг (второй слева, на заднем плане) на открытии Института кайзера Вильгельма, Далем, 1913

Карл Нейберг (1877—1956) — немецкий биохимик.
Приват-доцент в берлинском университете по химии с 1904 г., в 1906 г. получил звание экстраординарного профессора, профессор (1916); в 1938 эмигрировал, работал в Иерусалиме и Нью-Йорке. Член-корреспондент РАН c 03.01.1925 по отделению физико-математических наук (разряд физических наук (химия)).
Основные труды по обмену углеводов, брожению, ферментам. Открыл ряд ферментов (пируватдекарбоксилазу, b-глюкуронидазу и др.), а также промежуточный продукт обмена углеводов — фруктозо-6-фосфат (эфир Нейберга).